# Umberto Avattaneo
Umberto Avattaneo (Roma, 2 aprile 1883 – Roma, 9 gennaio 1958) è stato un discobolo italiano.
Nel 1908 prese parte ai Giochi olimpici di Londra classificandosi al decimo posto nel lancio del disco stile greco, mentre nel lancio del disco arrivò in finale classificandosi dopo l'undicesimo classificato.

## Palmarès
| Anno | Manifestazione  | Sede   | Evento                       | Risultato | Prestazione | Note |
| ---- | --------------- | ------ | ---------------------------- | --------- | ----------- | ---- |
| 1908 | Giochi olimpici | Londra | Lancio del disco             | finale    | n/d         |      |
| 1908 | Giochi olimpici | Londra | Lancio del disco stile greco | 10º       | 29,15 m     |      |